# Habronattus clypeatus
Habronattus clypeatus är en spindelart som först beskrevs av Banks 1895.  Habronattus clypeatus ingår i släktet Habronattus och familjen hoppspindlar. Inga underarter finns listade i Catalogue of Life.